# 神代 (市原市)
神代（かじろ）は、千葉県市原市の五井地区にある大字。郵便番号は290-0258。

## 概要
千葉県市原市の五井地区にある大字である。周辺は水田地帯だが、このあたり一帯は比較的住宅が多くなっている。東部は三和地区との境界付近にあたる。

## 地理
東は分目、南は引田、西から北は宮原と接している。

## 歴史
「梶路」とも書く。村は古来の神地で、神代の神が鎮座した当初は23戸だけであったという。「神城」は「かくみ」や「こうし ろ」とも読んだ。古来は、「かわらい」と読み祝詞では「かみやらい」と読まれる。また、神田と同義と言われている。

### 地名の由来
1. 伝承による説
  - 貞観10年(868年)に従五位以下を授けられた神代神社があり、地域の中心にこの古社が座していることから、地名を当神社にちなむとおもわれる[6]。
2. 地形による説
  - 「掻（かじ）」・「湿地（しろ）」の転訛で、過去の土石流の堆積地や崩壊地のある湿地と言う意味[6]。

### 沿革
- 戦国時代 - 梶路郷
- 江戸時代 - 神代村
- 1963年5月1日 - 市原市市制施行に伴い市原市五井地区の一部となる[5]。

## 世帯数と人口
2022年4月1日現在の世帯数と人口は以下の通りである。
| 町丁字 | 世帯数 | 人口  |
| ------ | ------ | ----- |
| 神代   | 45世帯 | 105人 |

## 通学区域
市立小中学校及び県立高校へ通学する場合の通学区域は以下の通りである。
| 町丁字 | 番地 | 小学校             | 中学校             | 県立高校 |
| ------ | ---- | ------------------ | ------------------ | -------- |
| 町田   | 全域 | 市原市立海上小学校 | 市原市立東海中学校 | 第9学区  |

## 施設

### 宗教施設
- 神代神社
- 神光院

### その他
- 神代公民館
- JA市原市

## 交通

### バス
- 神代停留所、農協前停留所
  - 小湊バス五07系統（五井駅東口 - 分目）

### 道路
- 千葉県道13号市原茂原線